# Квачахия, Чоколи Ночоевич
Чоколи Ночоевич Квачахия, другой вариант имени — Чоколе (1898 год, село Окуми, Сухумский округ, Кутаисская губерния, Российская империя — 6 ноября 1972 года, село Окуми, Гальский район, Абхазская АССР, Грузинская ССР, СССР) — бригадир колхоза имени Ленина Гальского района, Абхазская АССР, Грузинская ССР. Лауреат Сталинской премии (1946). Герой Социалистического Труда (1948). Депутат Верховного Совета Абхазской АССР и Верховного Совета Грузинской ССР.

## Биография
Родился в 1898 году в крестьянской семье в селе Окуми Сухумского округа.
С раннего детства трудился в сельском хозяйстве. Окончил школу по ликвидации неграмотности. Во время коллективизации в начале 1930-х годов вступил в местную сельскохозяйственную артель, которая в последующем преобразована в колхоз имени Ленина Гальского района (председатель — Георгий Гуджаевич Джгубурия (1930—1950), с 1950 года — Гетия Е.К). С 1932 года — бригадир многоотраслевой бригады в этом же колхозе. Неоднократно участвовал во Всесоюзных сельскохозяйственных выставках.
В послевоенное время стал инициатором социалистического соревнования за высокие урожаи кукурузы в Абхазской АССР. В 1946 году был удостоен Сталинской премии за «коренные усовершенствования методов производства и внедрение передовых приёмов агротехники, обеспечивших получение в течение ряда лет высоких урожаев кукурузы — свыше 100 центнеров с гектара».
В 1947 году бригада под его руководством собрала в среднем с каждого гектара по 71,9 центнера кукурузы на участке площадью 6 гектаров. Указом Президиума Верховного Совета СССР от 21 февраля 1948 года удостоен звания Героя Социалистического Труда за «получение высоких урожаев кукурузы в 1947 году» с вручением ордена Ленина и золотой медали «Серп и Молот» (№ 702).
Этим же Указом званием Героя Социалистического Труда был награждён его звеньевой Джоджо Пахвалович Гамисония.
С 1938 года неоднократно избирался депутатом Верховного Совета Абхазской АССР 1-8 созывов и депутатом Верховного Совета Грузинской ССР.
После выхода на пенсию проживал в родном селе Окуми Гальского района. Умер в 1972 году.
Награды
- Герой Социалистического Труда
- Орден Ленина — дважды (1948; 19.04.1951)
- Орден «Знак Почёта» (24.02.1946)
- Медаль «За оборону Кавказа» (01.05.1944)
- Медаль «За трудовую доблесть» (02.04.1966)
- Большая серебряная (1941) и малая серебряная (1940) медали ВСХВ.
- Сталинская премия 3-й степени (26.06.1946) — за выдающиеся изобретения и коренные усовершенствования методов производственной работы.